# 69 av. J.-C.
Cette page concerne l'année 69 av. J.-C. du calendrier julien proleptique.

## Événements
- 29 octobre 69 av. J.-C. (1er janvier 685 du calendrier romain) : début à Rome du consulat de Quintus Caecilius Metellus Creticus et Quintus Hortensius Hortalus[1].
  - Le consul Quintus Caecilius Metellus est envoyé en Crète pour lutter contre les pirates. Il gagne le surnom de Creticus[2].
  - Jules César est envoyé en Hispanie ultérieure comme questeur sous les ordres d'Antistius Vetus[2].
- Été, troisième guerre de Mithridate : Lucullus envahit l’Arménie sans l’autorisation du Sénat romain après que Tigrane II le Grand eut refusé de livrer Mithridate VI ; il traverse la Cappadoce avec ses meilleures troupes, 12 000 légionnaires et 4 000 cavaliers, passe l’Euphrate à Tomisa et entre en Sophène, puis traverse l’Anti-Taurus jusqu’à Amida[3].
- 6 octobre : victoire de Lucullus sur Tigrane devant Tigranocerte, malgré la grande infériorité numérique de ses troupes. Lucullus prend la ville et Tigrane se retire au cœur des montagnes. Son empire se désagrège : il perd ses conquêtes au sud du Taurus et la Syrie. Avec l’aide de son beau-père Mithridate, il organise la résistance locale et révise sa stratégie militaire. Les troupes romaines passent l’hiver en Gordyène[4]. Lucullus négocie des alliances avec les princes locaux et reçoit des envoyés de Phraatès III, roi des Parthes[2].

- Début du règne d'Antiochos XIII, roi séleucide de Syrie, reconnu par Lucullus (fin en 65 av. J.-C.)[5].
- Début du règne d'Antiochus Theos, roi de Commagène[6].
- Le pirate Athénodoros pille Délos[7].
- Fonteius, propréteur de Gaule transalpine en 76-74 av. J.-C., est accusé de concussion par les Gaulois. Cicéron le défend devant le Sénat (Pro Fonteio)[8].

## Naissances en 69 av. J.-C.
- Fin décembre 70 ou début janvier 69 av. J.-C. : Cléopâtre VII, future reine d'Égypte, fille de Ptolémée XII Aulète et sans doute d'une de ses concubines.
- Octavie, sœur d'Octave, futur empereur sous le nom d'Auguste, et femme de Marc Antoine.

## Décès
- Antiochos d'Ascalon (date approximative).